# Fulfordi csata
A fulfordi csata az angliai York városától délre fekvő Fulford falu közelében zajlott 1066. szeptember 20-án III. Harald norvég király és angol szövetségese, Tostig Godwinson, valamint két észak-angliai earl, Morcar és Edwin között. Az előnytelen pozíciót választó earlök serege nem tudott ellenállni a több hullámban támadó norvégoknak, Fulford feladása után maradékuk York falai mögé vonult vissza, a város azonban végül harc nélkül adta meg magát, miután lakói ígéretet kaptak, hogy nem fosztják ki őket.

## Előzmények
Tostig Godwinson, Northumbria earlje 1065 során összetűzésbe került a ranglétra alacsonyabb fokán álló nemesekkel (thegn), akik októberben felkelést szerveztek, és Tostig több támogatóját megölték. III. (Hitvalló) Eduárd király teljesítette a seregükkel dél felé vonuló nemesek követelését, és Tostig Godwinsont megfosztotta pozíciójától. A lépést Tostig testvére, a király megbízásából a felkelőkkel tárgyaló Harold Godwinson javasolta. Miután Tostig nem fogadta el a döntést, a király – valószínűleg novemberben – száműzte.[forrás?]
1066. január 5-én Eduárd örökös hátrahagyása vagy kinevezése nélkül meghalt. Az ország nemeseiből álló testület, a Witan vagy Witenagemot (am. 'bölcs férfiak összejövetele') – amelynek a király életében is fontosabb szerep jutott az ország irányításában – Harold Godwinsont emelte trónra.
Az Angolszász krónika szerint Tostig Godwinson 1066 májusában partra szállt Wight-szigeten, és a déli partvidék településeinek pusztításába kezdett. A kenti Sandwich városának lakói közül egyeseket erőszakkal kényszerített hadserege soraiba, majd Észak-Angliába hajózott. Itt összecsapott néhány earl seregével, majd átvonult Skóciába, ahol szövetséget kötött az Anglia megszállására készülő III. (Keménykezű) Harald norvég királlyal.
Orderic Vitalis 11-12. századi történetíró máshogy írja le a száműzött earl tevékenységét. Szerinte Tostig először Normandiába ment, hogy Vilmos herceg, a későbbi I. (Hódító) Vilmos angol király segítségét kérje, ő azonban még nem állt készen. A Normandiából kihajózó Tostig a viharos időjárás miatt Norvégia partjaihoz jutott, és itt kötött szövetséget Harald királlyal.
Az Angolszász krónika szerint Harald király 1066 szeptemberében indult útnak Norvégiából háromszáz hajóval. Az angol partok közelében csatlakozott hozzájuk Tostig Godwinson flottája, majd közösen hajóztak felfelé az Ouse folyón. Vitalis szerint a két flotta együtt indult el Norvégiából augusztusban, és kedvező széljárással érték el Yorkshire partjait.

## A csata
Az angol parancsnokoknak volt idejük felkészülni az összecsapásra – az Angolszász krónika szerint Edwin a terület keleti részébe vezényelte át csapatait –, de rossz döntéseket hoztak. A mintegy ötezer fős sereg jobb szárnyát az Ouse folyó, a bal szárnyát pedig egy Fordland nevű lápos terület szorította a középen elhelyezkedő egységekhez. Ilyen helyzetben a rendezett visszavonulás szinte lehetetlen volt, különösen, ha a norvégoknak sikerül a sereg kettévágásával vagy az egyik szárny szétzilálásával újabb arcvonalat nyitni, és a folyó vagy a láp felé szorítani az angolokat.
Modern történészek becslései szerint az earlök serege mintegy ötezer főből állt. Az inváziós csapatok talán tízezer főt számlálhattak, de felvonulásuk több óráig tartott, így erőfölényük eleinte nem a csatatéren jelenlévő nagyobb létszámban, hanem a mindig friss utánpótlásban mutatkozott meg.[forrás?] A norvég katonák közül mintegy négyezer valószínűleg nem vett részt a küzdelemben. Harald legtapasztaltabb egységeit a folyó mellett, a leggyengébbeket pedig a másik szárnyon helyezte el.
Látva, hogy a norvég sereg még nem állt fel teljes létszámban, az angolok támadásba lendültek, és Morcar vezetésével a tapasztalatlanabb egységeket a lápos területre szorították. E hadmozdulat azonban nem jelentett döntő csapást, és magukat az angolokat is nehezebb helyzetbe hozta, mivel a támadásban részt vevő katonáknak hamarosan friss norvég csapatokkal kellett szembenézniük.
Harald ellentámadása az angol sereg közepét vette célba, és a folyó mellett harcoló jobb szárnynak is egyre több norvéggal szemben kellett tartania pozícióját; ezek az Edwin vezetésével küzdő csapatok végül elszakadtak a sereg többi részétől, és csak a lápon keresztül juthattak volna vissza a csatatérre, ezért inkább visszavonultak Yorkba, hogy ostromra kényszerítsék a támadókat. Egy órán belül újabb angol csapatok is elhagyták a csatateret. A norvégoknak ekkor még mindig érkeztek friss erőik, amelyek zavartalanul mozoghattak a harcolók körül, és a megfogyatkozott angoloknak hamarosan három arcvonalat is tartaniuk kellett volna. A csata ezzel eldőlt.

## Következmények
Mindkét oldal jelentős veszteségeket szenvedett, Charles Jones szerint a harcolók 15 százaléka elesett, összesen 1650 ember – amennyiben az angolok ötezres és a (valóban harcoló) norvégok hatezres létszámáról való becslések helyesek. A két earl, Morcar és Edwin életben maradt.
A csata után York városát védői harc nélkül átengedték a norvégoknak, akik vélhetően a korábbi earl, Torstig Godwinson kérésére nem rabolták ki. A két fél megegyezett a túszok cseréjében is. Ennek lebonyolítására várva a norvég sereg Yorktól 11 km-re keletre táborozott le a Derwent folyón lévő átkelőhely, Stamford Bridge mellett, ahonnan egy római utat követve a 22 km-re lévő part közelében horgonyzó hajóikat is könnyen elérhették.
A fulfordi vereség hírére Harold Godwinson király seregével erőltetett menetben tette meg a London és York közötti 310 km-es távot, és szeptember 25-én a Stamford Bridge-i csatában legyőzte a norvégokat.
Szeptember 28-án a Vilmos herceg vezette normann sereg partraszállt Dél-Angliában. Az újabb inváziót Harold október 14-én, a hastingsi csatában próbálta megállítani, sikertelenül. A kudarcban minden bizonnyal szerepe volt annak, hogy az angolszász erőknek pár héttel korábban két csatát is meg kellett vívniuk.

## Fordítás
- Ez a szócikk részben vagy egészben  a   Battle of Fulford című angol Wikipédia-szócikk ezen változatának fordításán alapul.  Az eredeti cikk szerkesztőit annak laptörténete sorolja fel. Ez a jelzés csupán a megfogalmazás eredetét és a szerzői jogokat jelzi, nem szolgál a cikkben szereplő információk forrásmegjelöléseként.